# Asperula boissieri
Asperula boissieri är en måreväxtart som beskrevs av Theodor Heinrich von Heldreich och Pierre Edmond Boissier. Asperula boissieri ingår i släktet färgmåror, och familjen måreväxter. Inga underarter finns listade i Catalogue of Life.